# Tomorrow (album de Sean Kingston)
Pour les articles homonymes, voir Tomorrow.
Albums de Sean Kingston
Sean Kingston
(2007) Back 2 Life
(2012)
Singles
1. Fire Burning
Sortie : 28 avril 2009
2. Face Drop
Sortie : 18 août 2009

Tomorrow est le deuxième album du chanteur jamaïcain Sean Kingston, sorti le 7 septembre 2009.

## Liste des titres
| Piste | Titre                                       | Producteur(s)                        | Parolier(s)                                                                                                | Durée |
| ----- | ------------------------------------------- | ------------------------------------ | --- | ----- |
| 1     | Welcome to Tomorrow                         | PrettyBoiFresh                       | Jonathan Reuven Rotem, Keinan Abdi Warsame, Peter Gene Hernandez & Philip Lawrence                         | 0:57  |
| 2     | War                                         | J. R. Rotem                          | Jonathan Reuven Rotem & Kisean Anderson                                                                    | 2:59  |
| 3     | Fire Burning                                | RedOne                               | Nadir Khayat, Bilal Hajji & Kisean Anderson                                                                | 4:00  |
| 4     | My Girlfriend                               | Fernando Garibay                     | Peter Gene Hernandez, Fernando Garibay & Philip Lawrence                                                   | 3:24  |
| 5     | Face Drop                                   | Lucas Secon                          | Andrea Martin & Lucas Secon                                                                                | 3:04  |
| 6     | Magical                                     | Emile                                | Jonathan Reuven Rotem & Kisean Anderson                                                                    | 3:09  |
| 7     | Island Queen                                | The Smeezingtons                     | Peter Gene Hernandez & Philip Lawrence                                                                     | 3:42  |
| 8     | Tomorrow                                    | The Smeezingtons                     | Jonathan Reuven Rotem, Keinan Abdi Warsame, Peter Gene Hernandez & Philip Lawrence                         | 2:56  |
| 9     | Twist Ya Around                             | J. R. Rotem                          | Jonathan Reuven Rotem, Keinan Abdi Warsame, Peter Gene Hernandez, Philip Lawrence, Grant & Kisean Anderson | 3:24  |
| 10    | Wrap U Around Me                            | Pleasure P, Rico Love, Earl Hood & E | Diane Warren                                                                                               | 3:22  |
| 11    | Shoulda Let U Go (featuring Good Charlotte) | Drum Up, DJ Frank E, Detail          | Joel Madden, Detail, Benji Madden, Justin Franks, Kisean Anderson, LaMar Seymour, LaNelle Seymour          | 3:08  |
| 12    | Over                                        | Al Khaaliq, The Messengers           | Jonathan Reuven Rotem & Kisean Anderson                                                                    | 3:06  |
| 13    | Ice Cream Girl (featuring Wyclef Jean)      | Wyclef, Wonda                        | | 4:01  |
| 14    | Why U Wanna Go                              | Midi Mafia                           | Wyclef Jean & Jerry Duplessis                                                                              | 3:43  |